# Провинција Харима
Харима (јап. 播磨国) је једна од 66 историјских провинција Јапана, која је постојала од почетка 8. века (закон Таихо из 703. године) до Мејџи реформи у другој половини 19. века. Харима се налазила на западном делу острва Хоншу, на обали Унутрашњег мора.
Царским декретом од 29. августа 1871. све постојеће провинције замењене су префектурама. Територија Хариме одговара јужном делу данашње префектуре Хјого.

## Географија
Харима је на југу излазила на Унутрашње море. На северу се граничила са провинцијама Инаба и Таџима, на истоку са провинцијама Сецу и Тамба, а на западу са провинцијама Мимасака и Бизен.